# Einsiedlerbrücke (Hannover)

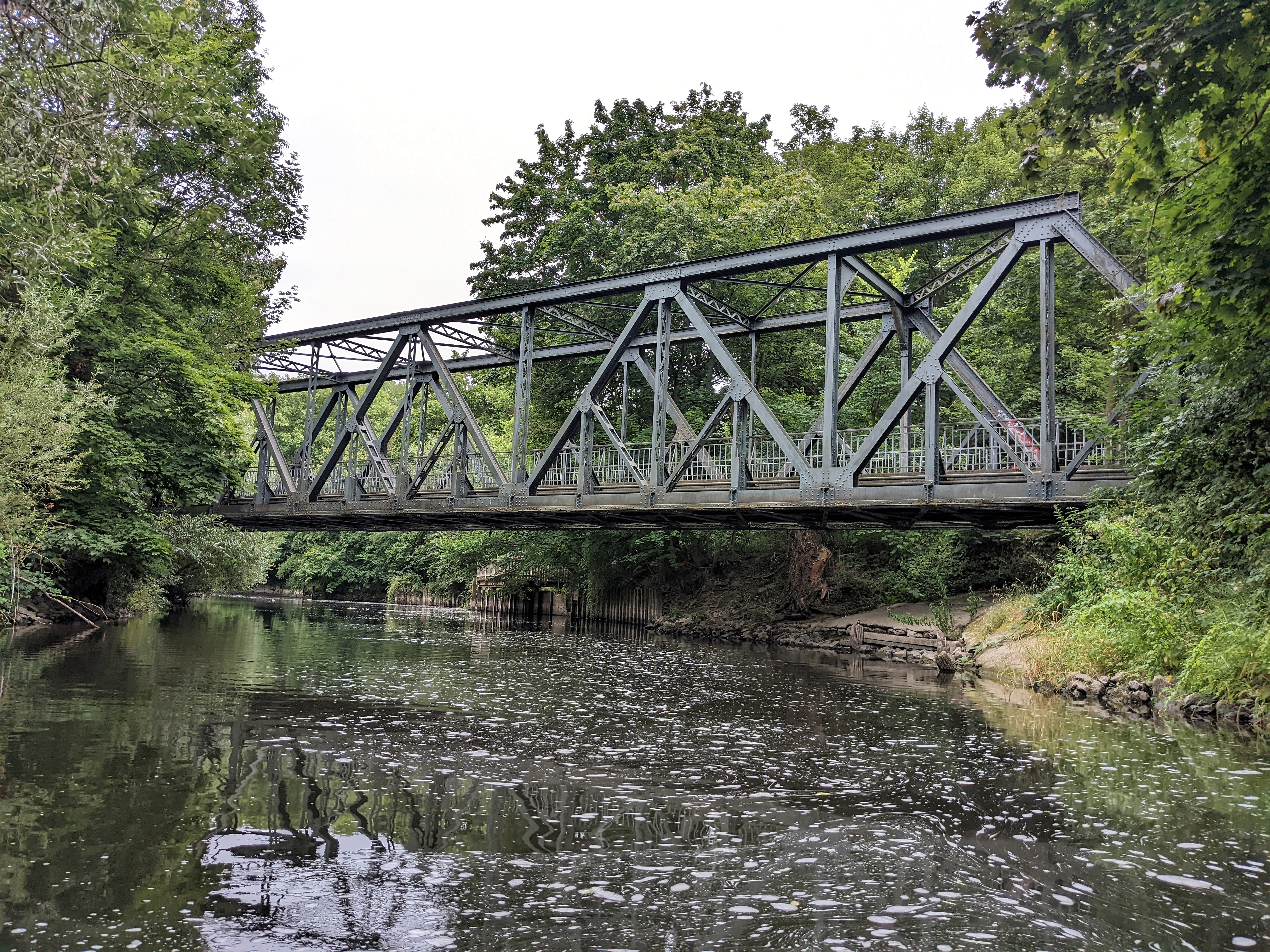
Die Einsiedlerbrücke

Die Einsiedlerbrücke ist eine denkmalgeschützte ehemalige Eisenbahnbrücke über die Leine in Hannover in Niedersachsen, die heute als Fuß- und Radwegbrücke genutzt wird.

## Geschichte

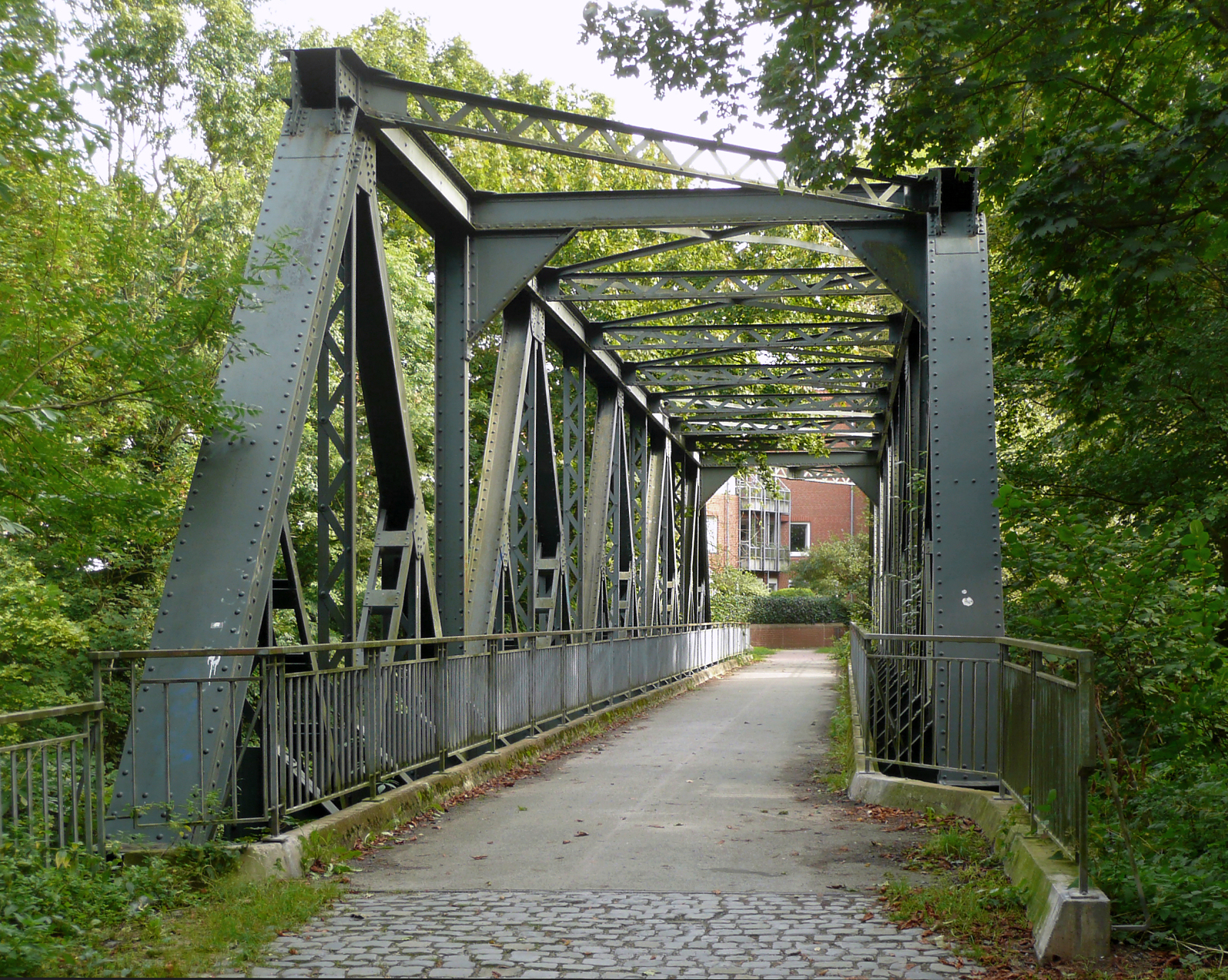
Die Brücke ist Teil des Johann-Duve-Wegs

Die 1868 gegründete Döhrener Wollwäscherei und -kämmerei war die erste deutsche Fabrikationsstätte zur mechanischen Reinigung von Wolle. Die Fabrik lag im Westen des heutigen Stadtteiles Döhren am Ufer der Leine sowie auf der Leineinsel Döhren. Zum Transport von Wolle und als Brennstoff benötigter Kohle diente eine 1882 eröffnete 2,2 km lange Schmalspurbahn (Spurweite 1000 mm) entlang der Wiehbergstraße zum Bahnhof Wülfel in Höhe der Straße Am Eisenwerk. Für den Verkehr wurden drei Dampflokomotiven eingesetzt.
Um das Jahr 1908 wurde eine stählerne Fachwerkträgerbrücke über die Leine errichtet. Sie gehörte zur neuen, 1,6 km langen normalspurigen Trasse der Werksbahn, die vom Werksgelände um den heutigen Döhrener-Wolle-Platz entlang Neckarstraße und An der Wollebahn, wo es einen Kohlelagerplatz gab, von Norden zum Bahnhof Wülfel an der östlich von Döhren verlaufenden Bahnstrecke Hannover–Kassel führte. Zur Durchfahrt von Zügen musste jeweils die Hildesheimer Straße für Autos und Straßenbahnen gesperrt werden.
Die Werksbahn mit insgesamt 3,2 km Gleisen verfügte bis 1957 über zwei, danach drei Dampflokomotiven. 1966 wurden sie durch eine Diesellok ersetzt. 1973 wurde die Bahn nach Stilllegung der Fabrik eingestellt.
In den 1980er Jahren wurde das Gelände der Döhrener Wolle zum Wohngebiet Leineinsel Döhren ausgebaut. Die ehemalige Eisenbahnbrücke wurde zu einer Flussquerung für Fußgänger und Radfahrer in Verlauf des Johann-Duve-Wegs.

## Einsiedler
Seit etwa 1980 hauste der 1929 geborene Edelbert Aselmann, Sohn eines Döhrener Gemüsebauern, zurückgezogen als Einsiedler in verschiedenen Unterkünften in der Leinemasch, einige Zeit in einer nur wenige Meter von der Brücke entfernten Laube an einem Bunker. Der mit gelben Gummistiefeln, wallendem Bart, zerlumpter Kleidung und Stummelpfeife bekannte „Waldmensch“ Aselmann fertigte handgemachte Skulpturen an und stellte sie in der Döhrener Masch auf. Er ertrank am 9. November 2000 in der Leine. Es gibt eine Biografie über das Döhrener Original sowie eine holzgeschnitzte Aselmann-Figur in der Wülfeler Wiehbergstraße.
Im Jahr 2011 erhielt die einstige Eisenbahnbrücke den Namen Einsiedlerbrücke.

## Denkmalschutz
Die Einsiedlerbrücke ist wegen ihrer geschichtlichen Bedeutung und des Zeugnis- und Schauwertes für Wirtschafts- und Technikgeschichte als Einzeldenkmal  unter der Bezeichnung „Eisenbahnbrücke“ eingestuft.